# Saint-Désiré
Saint-Désiré ist eine französische Gemeinde mit 429 Einwohnern (Stand: 1. Januar 2022) im Département Allier in der Region Auvergne-Rhône-Alpes. Sie gehört zum Arrondissement Montluçon und zum Kanton Huriel.

## Geographie
Saint-Désiré liegt etwa 21 Kilometer nordwestlich von Montluçon.

### Nachbargemeinden
Umgeben ist Saint-Désiré von den Nachbargemeinden Vesdun im Norden und Nordwesten, Saint-Vitte im Nordosten, Vallon-en-Sully im Osten und Nordosten, Chazemais im Osten und Südosten, Courçais im Süden, Viplaix im Südwesten, Saint-Éloy-d’Allier im Westen sowie Culan im Nordwesten.

## Bevölkerungsentwicklung
| Jahr      | 1962 | 1968 | 1975 | 1982 | 1990 | 1999 | 2006 | 2013 | 2016 | 2019 |
| Einwohner | 812  | 731  | 555  | 498  | 442  | 455  | 467  | 433  | 440  | 444  |

## Sehenswürdigkeiten
- Prioratskirche Saint-Désiré aus dem 11./12. Jahrhundert, Monument historique
- Kapelle Sainte-Agathe
- Ehemalige Kirche von Saint-Désiré
- Ehemalige Kirche von Moussais
- Ehemaliges Kloster von Bussières-les-Nonains, 1188 gegründet

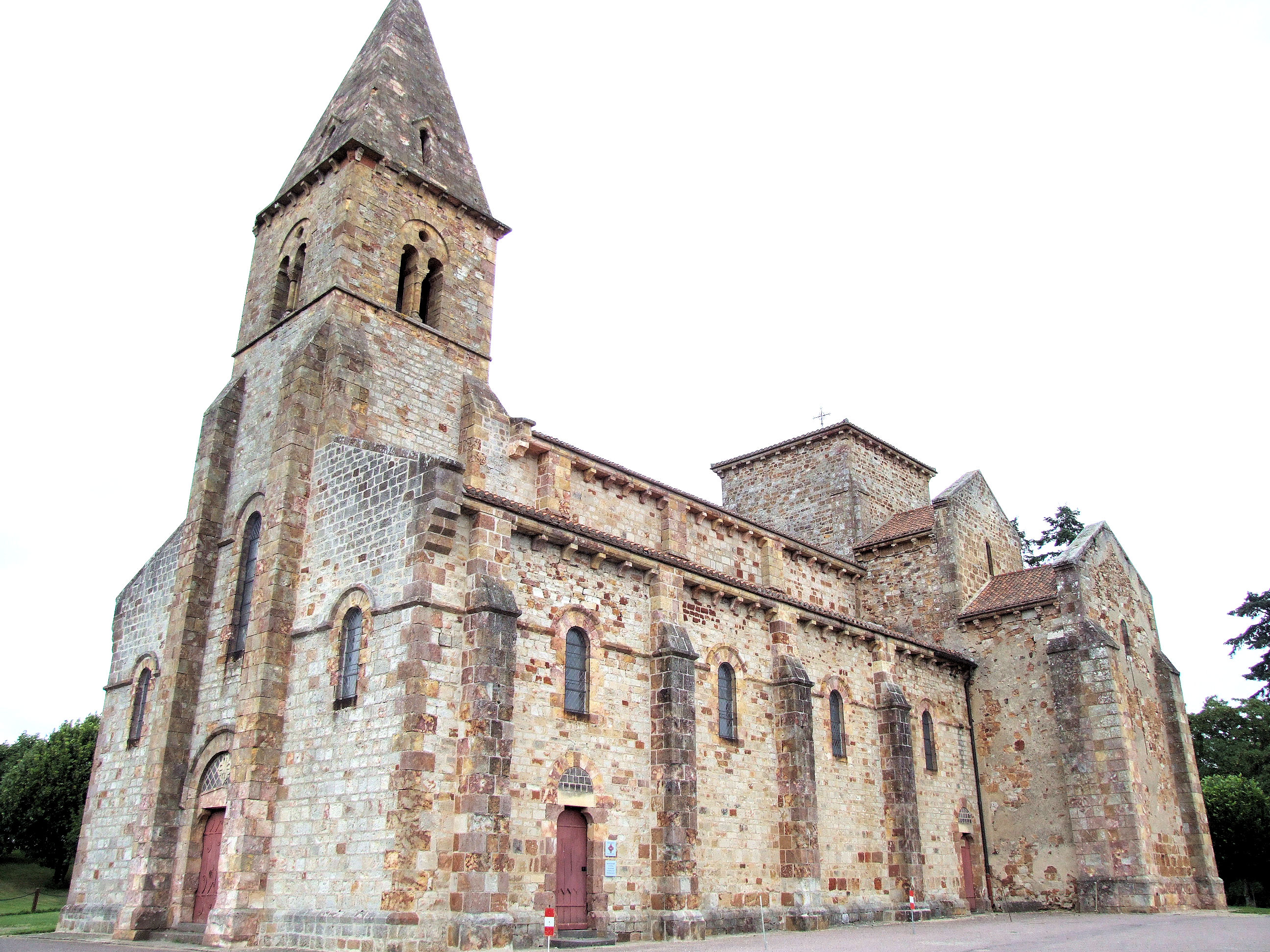
Kirche Saint-Désiré
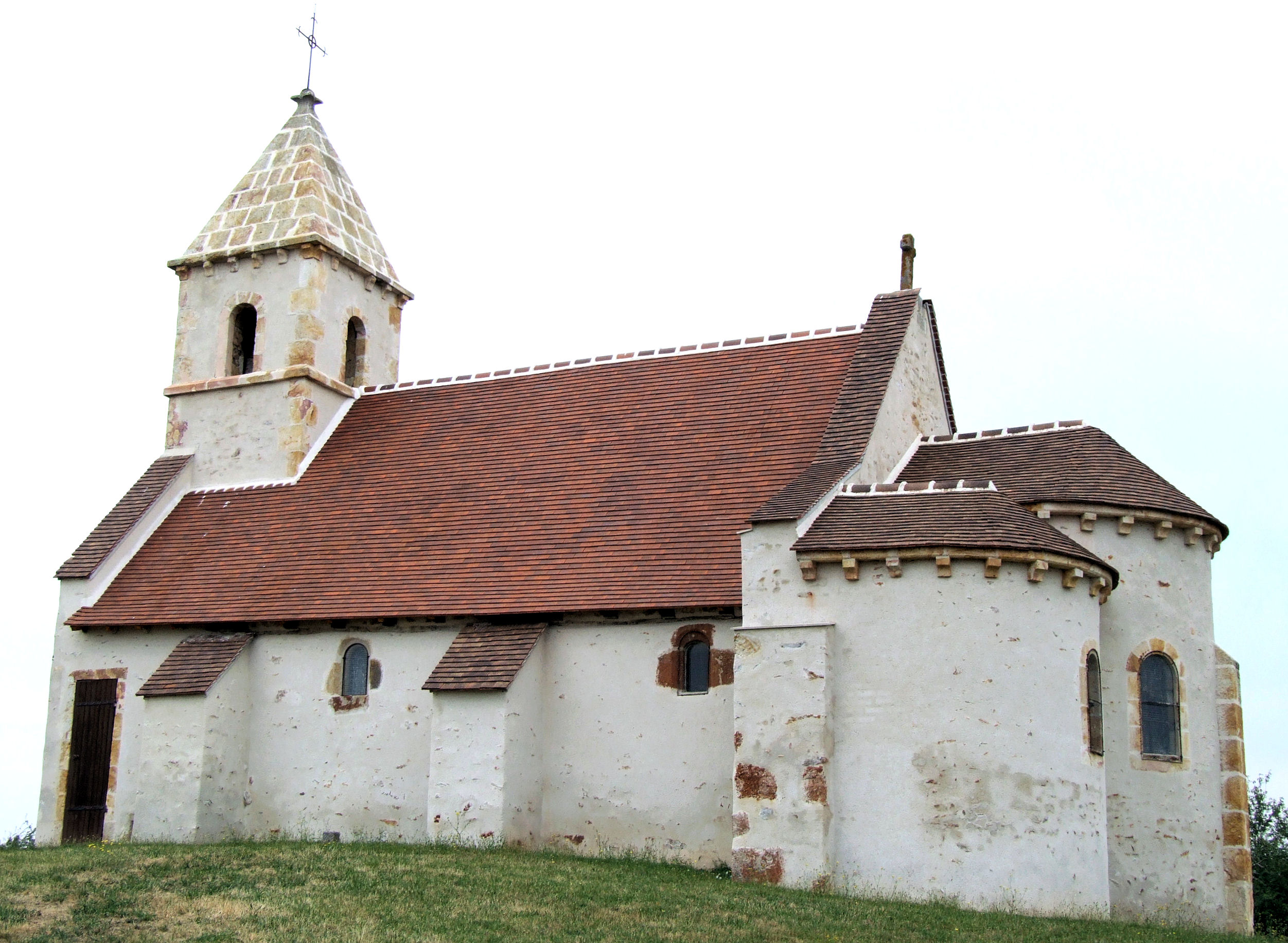
Kapelle Sainte-Agathe